# Austropetalia
Austropetalia – rodzaj ważek z infrarzędu różnoskrzydłych i rodziny Austropetaliidae. Obejmuje trzy opisane gatunki. Wszystkie są endemitami południowo-wschodniej Australii.

## Taksonomia
Rodzaj ten wprowadzony został w 1916 roku przez Roberta Johna Tillyarda w publikacji współautorstwa Herberta Campiona jako monotypowy, z Austropetalia patricia jako jedynym gatunkiem. Gatunek ten opisany został przez tego samego autora w 1910 roku pod nazwą Phyllopetalia patricia.
Tillyard zaliczył Austropetalia do plemienia Petaliini i podrodziny Aeschninae w obrębie żagnicowatych (Aeshnidae). Plemię to traktowane bywało już wcześniej jako podrodzina Petalinae, a do rangi rodziny Petalidae wyniósł je w 1933 roku Frederic Charles Fraser. Wkrótce potem nazwy Petalia i Petalidae okazały się młodszymi homonimami. W 1934 roku John Cowley wprowadził nową nazwę Neopetalia dla rodzaju Petalia, a w 1940 roku wspomniani Tillyard i Fraser nazwę Neopetalinae dla Petalidae, później skorygowaną i wyniesioną do rodziny Neopetaliidae.
Jeszcze pod koniec XX wieku rodzaj ten klasyfikowano w rodzinie Neopetaliidae. W 1994 roku Frank Louis Carle i Jerry A. Louton wydzielili rodzaje Archipetalia, Austropetalia, Hypopetalia i Phyllopetalia do nowej rodziny Austropetaliidae, wskazując na ich przynależność do innej nadrodziny niż Neopetalia. W 1995 roku Günther Theischinger opisał nowy gatunek Austropetalia tonyana. W 1996 roku Carle opisał ten sam gatunek pod nazwą Austropetalia victoria – jeszcze w tym samym roku odpowiedniej synonimizacji dokonał Hans Lohmann w postscriptum publikacji. Trzeci gatunek, Austropetalia annaliese, opisany został przez Günthera Theischingera w 2013 roku.

## Morfologia

### Owad dorosły

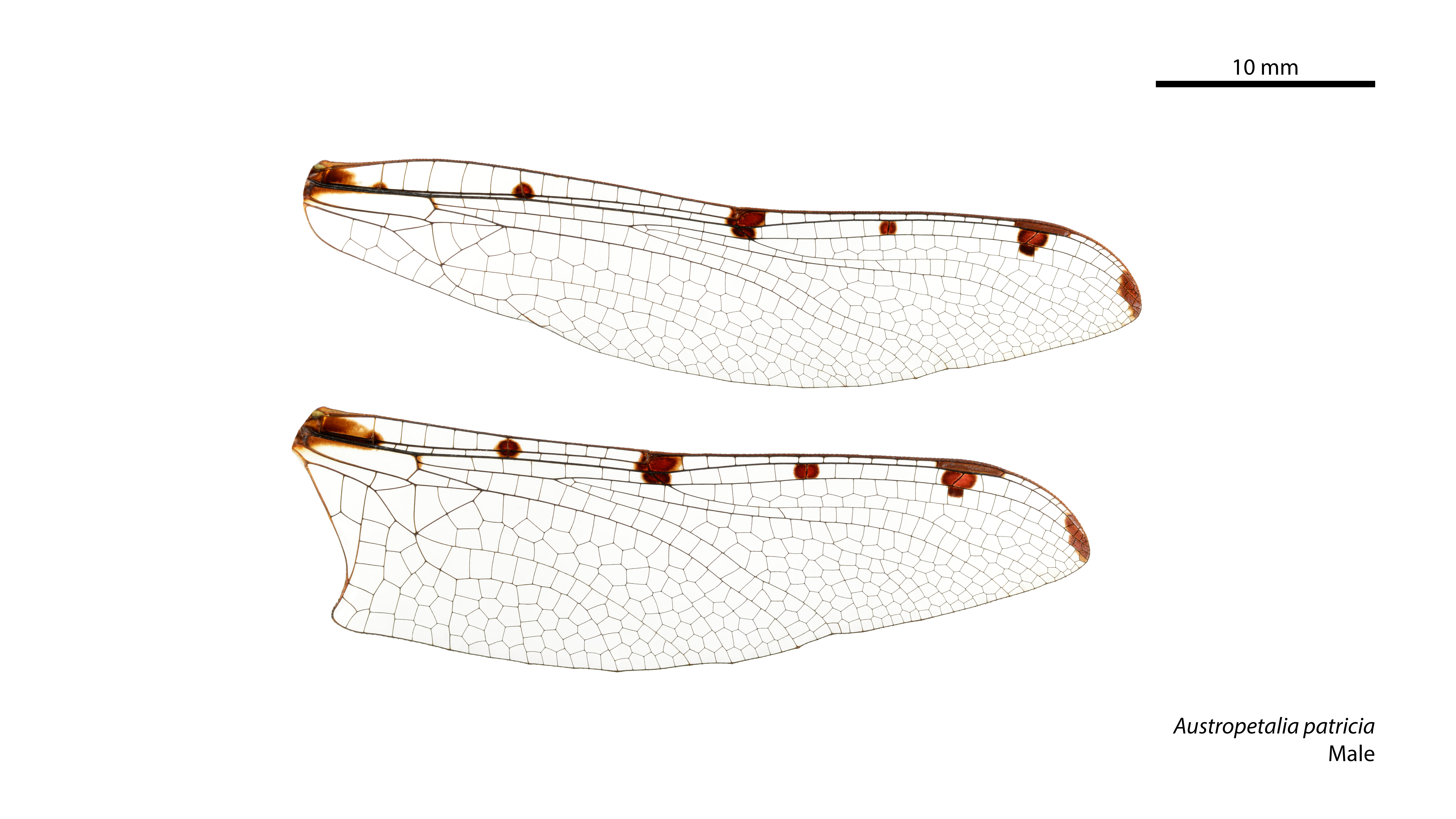
Skrzydła samca Austropetalia patricia

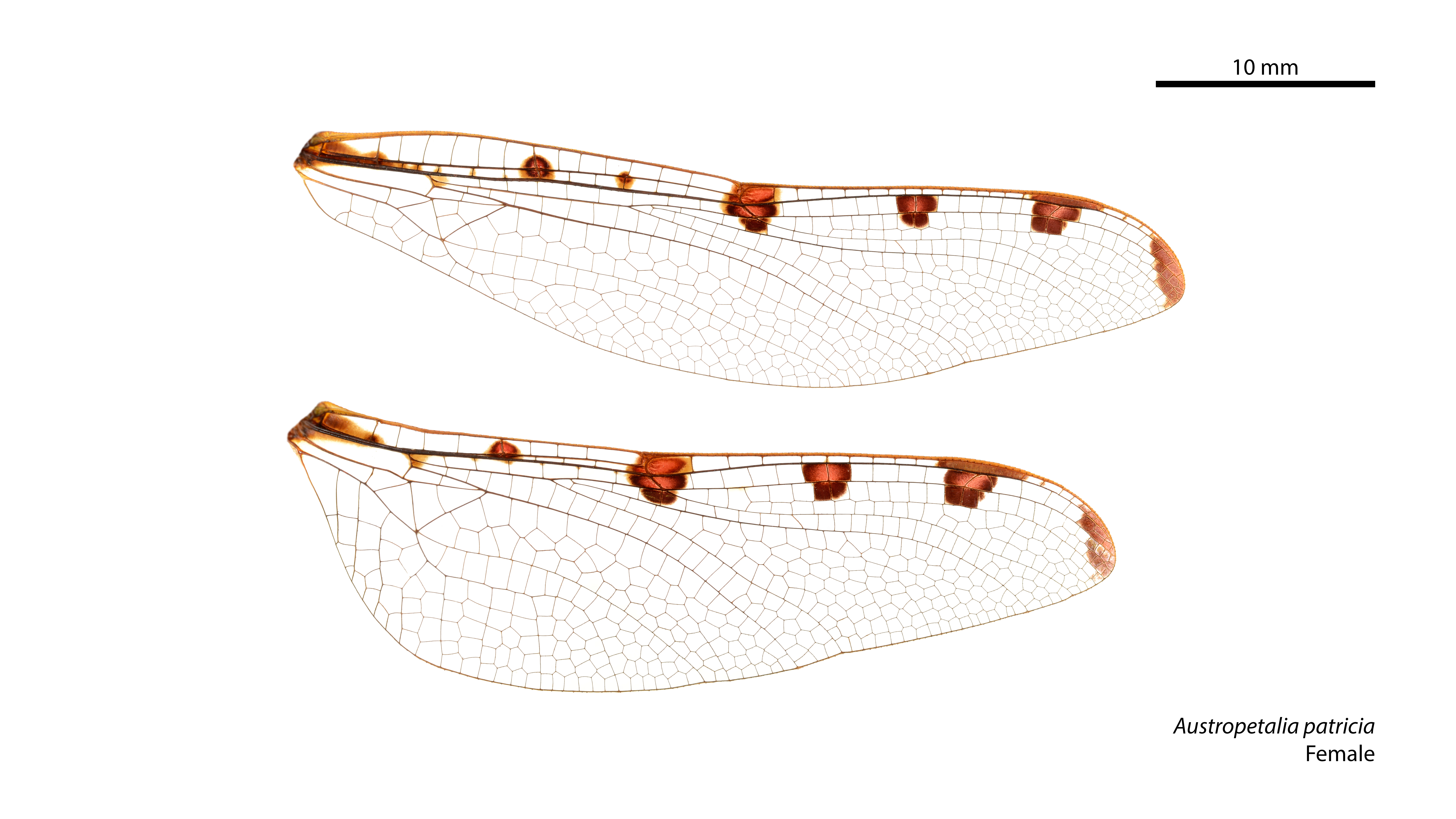
Skrzydła samicy Austropetalia patricia

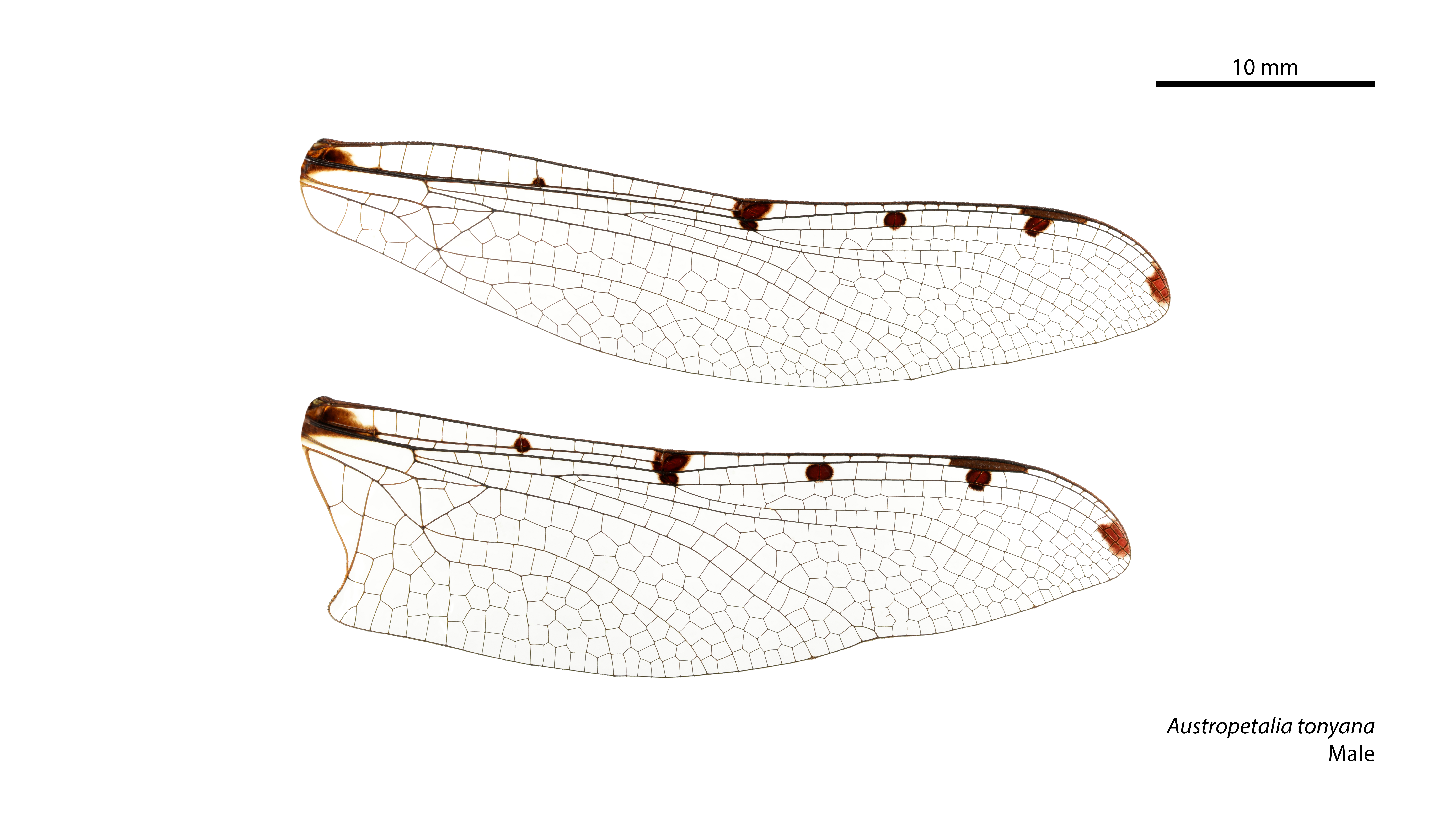
Skrzydła samca Austropetalia tonyana

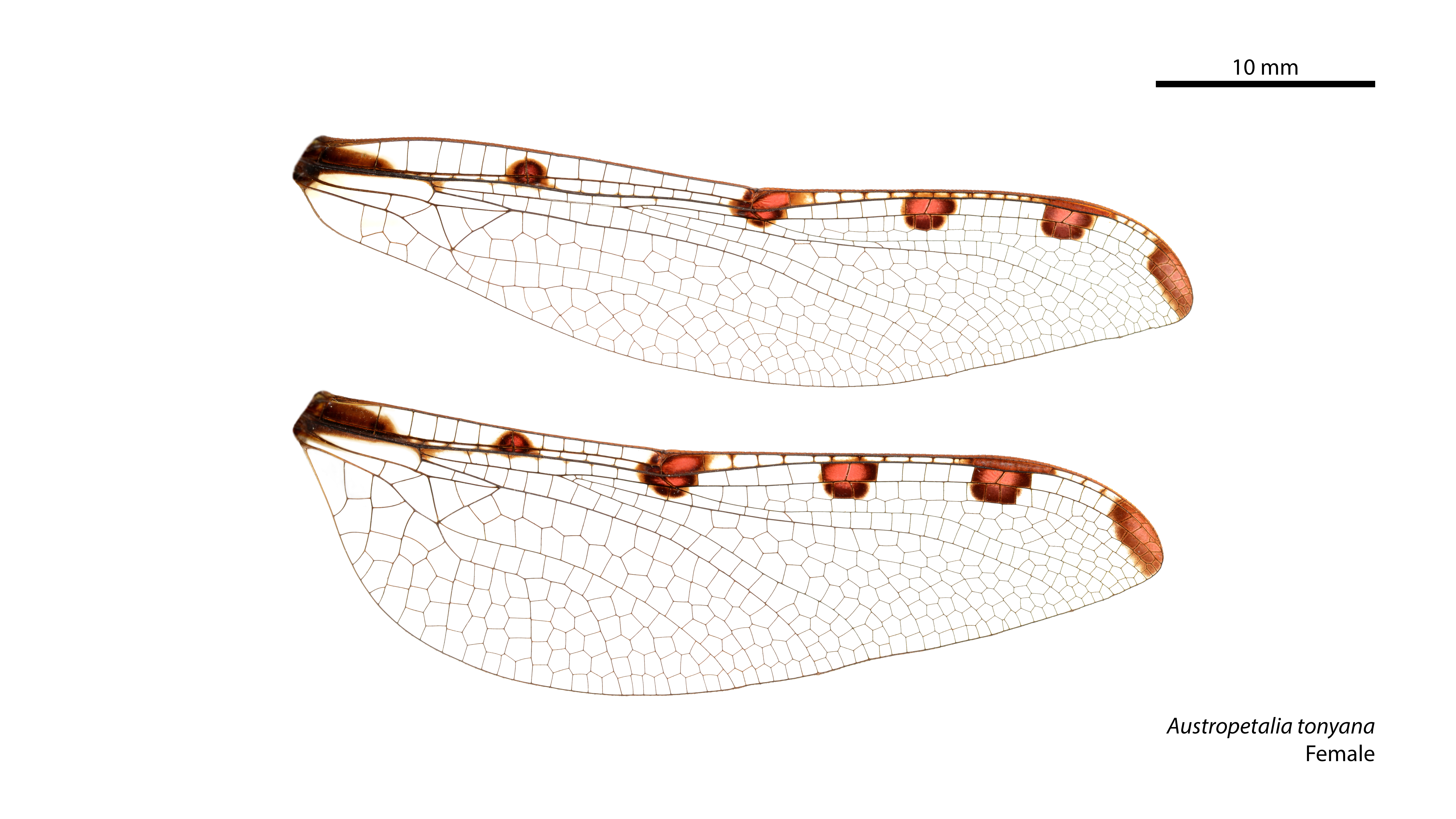
Skrzydła samicy Austropetalia tonyana

Ważki osiągające rozmiary średnie do dużych. Holotyp A. patricia ma 57 mm, a holotyp A. annaliese 62 mm długości ciała. Długość tylnego skrzydła wynosi u przedstawicieli rodzaju 35–40 mm. Ubarwienie ciała jest rdzawobrązowe do czarnobrązowego ze znakami żółtymi lub zielonkawymi.
Głowę zaopatrzoną mają w duże, stykające się lub niemal stykające się pośrodkowo oczy złożone z większymi fasetkami po stronie grzbietowej i mniejszymi po stronie brzusznej. Warga górna i czoło są szerokie.
Tułów ma na ciemnym tle wzór obejmujący trzy pary jasnych pasów o prostym przebiegu, z których jedna leży na grzbiecie, a dwie pozostałe na bokach, a także kilka kropek. Skrzydła mają ciemne żyłki i przejrzyste błony, z wyjątkiem szeregu rubinowych, rdzawobrązowych lub czarnych plamek wzdłuż przedniej krawędzi, rozmieszczonych w sposób typowy dla rodzaju. Plamek tych jest zwykle łącznie sześć, u samic większych niż u samców. Pierwsza leży przy pierwszej żyłce antenodalnej, druga na żyłce subkostalnej w połowie odległości między nasadą skrzydła a nodusem, trzecia na nodusie, czwarta na pierwszej żyłce radialnej w połowie odległości między nodusem a pterostygmą, piąta w nasadowej połowie pterostygmy, a szósta u wierzchołka skrzydła. Czasem obecna jest jeszcze jedna mała plamka między drugą a trzecią z wymienionych. Gałęzie pierwsza i druga żyłki radialnej tylnej mają przebieg równoległy do pterostygmy, a przestrzeń między nimi zawiera pojedynczy szereg komórek. Druga gałąź żyłki radialnej tylnej jest co najmniej trochę pofalowana. Co najmniej trochę pofalowane są też żyłka radialna tylna 3/4 oraz żyłka medialna przednia. Komórka dyskoidalna podzielona jest żyłką trygonalną na przednie hypertriangulum i tylne triangulum (trójkąt dyskoidalny). Trójkąty te leżą bardzo blisko nasady skrzydła, a ich nasadowe krawędzie bardzo blisko poziomu arkulusa. Membranule są małe i wąskie.
Odwłok jest długi, u samca dość smukły, u samicy wyraźnie szerszy. Przynajmniej niektóre jego tergity mają podłużne żeberko grzbietowe. Samce mają brzuszną krawędź drugiego segmentu odwłoka rozbudowaną w płaty genitalne. Wtórny aparat kopulacyjny samca ma prącie widoczne od strony bocznej. Ostatni segment pęcherzyka nasiennego (vesicula spermalis) szypułkowaty i zaopatrzony w parę sierpowatych, skierowanych tylno-brzusznie flagellae. Wierzchołek odwłoka samca ma krótkie przysadki odwłokowe oraz znacznie większy epiprokt wykształcony w formie płytki o wierzchołku podzielonym na trzy płaty, z których środkowy jest znacznie większy niż boczne.

### Larwa
Larwy mają ciało silnie zbudowane, stosunkowo mocno zesklerotyzowane, osiągające do 32–35 mm długości. Oskórek ich jest rozlegle ziarenkowany. Głowa ma oczy złożone wystające ku przodowi tak, że największa ich szerokość osiągana jest przed nasadami czułków. Czułki zbudowane są z pięciu członów. Aparat gębowy wargę górną ma silnie rozszerzoną w części wierzchołkowej, osiągającą szerokość zbliżoną do przedbródka. Wykształcona w maskę warga dolna jest płaska, pozbawiona szczecinek na przedbródku i głaszczkach. Odnóża odznaczają się wyraźnie wyboistą powierzchnią ud i goleni. Odwłok jest stosunkowo płaski i ma segmenty od pierwszego do ósmego wyposażone w płaty boczne o kanciastych lub zaokrąglonych wierzchołkach. Podobnie jak u innych Austropetaliidae brak jest wewnątrz odwłoka mięśni poprzecznych, co uniemożliwia przedstawicielom rodziny stosowanie napędu odrzutowego. Przysadki odwłokowe w całej rodzinie Austropetaliidae są skrócone i osiągają długość mniejszą niż połowa długości brzusznej krawędzi dziesiątego segmentu odwłoka.

## Występowanie i zagrożenie
Wszystkie gatunki są endemitami południowo-wschodniej Australii. Najszerszy zasięg ma A. tonyana. Znana jest z Australijskiego Terytorium Stołecznego, Wiktorii i południowo-wschodniej Nowej Południowej Walii; bytuje na rzędnych od 600 do 1800 m n.p.m. A. patricia jest endemitem Nowej Południowej Walii z większością stanowisk położonych w obrębie Gór Błękitnych; bytuje na wysokości od 200 do 1400 m n.p.m. A. annaliese również znany jest tylko z Nowej Południowej Walii – jedyny znany nauce jej okaz odłowiono w Parku Narodowym Barrington Tops na rzędnych około 1500 m n.p.m. Wszystkie gatunki wybierają siedliska obfite w torfowce. Zamieszkują torfowiska, mokradła, strefy rozbryzgów przy wodospadach i pobrzeża potoków.
W Czerwonej księdze gatunków zagrożonych IUCN umieszczono wszystkie gatunki z tego rodzaju. A. patricia otrzymała status gatunku narażonego na wymarcie (VU), a A. tonyana gatunku bliskiego zagrożenia (NT) z zaznaczeniem, że niewiele brakuje do zakwalifikowania jej jako gatunek narażony. Obu tym gatunkom poza obszarami chronionymi zagraża urbanizacja, rozwój rolnictwa i pożary, a wewnątrz tych obszarów turystyka. W dalszej perspektywie zagrożone są też utratą siedlisk wywołaną globalnym ociepleniem. W przypadku A. annaliese dane o zasięgu i siedlisku są niewystarczające do określenia kategorii zagrożenia. Jedyny znany nauce jej okaz odłowiono w 1981 roku i mimo prowadzonych przez dwie kolejne dekady poszukiwań w okolicy nie odnaleziono innych osobników.